# 叶格依舍·恰连茨

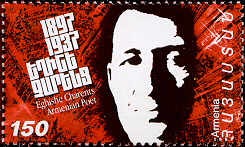
叶格依舍·恰连茨

叶格依舍·恰连茨（1897年3月13日—1937年11月27日）是亞美尼亞詩人，作家和公共活動家。恰连茨是二十世紀傑出的詩人，從他在第一次世界大戰的經驗，社會主義革命等主題。他被公認為是亞美尼亞“20世紀的主要詩人”。

## 著作
- 《Land of Fire: Selected Poems》， 1986，Ardis。 ISBN 9780882339221
- 《Yegishe Charents Selected Poems》， 2014，Antares。ISBN 9780882339221